# Năm ngày, năm đêm
Năm ngày, năm đêm (tiếng Đức: Fünf Tage - Fünf Nächte, tiếng Nga: Пять дней, пять ночей) là một bộ phim tâm lý, khai thác đề tài số phận con người trong Thế chiến II do Lev Arnshtam, Heinz Thiel và Anatoly Golovanov đạo diễn, ra mắt lần đầu năm 1961.

## Nội dung
Ba tháng sau vụ không kích Dresden, các chiến sĩ Hồng quân Liên Xô đã tiến hành hỗ trợ nhân dân Đức khôi phục lại từ những tàn tích của Viện bảo tàng nghệ thuật Dresden.

## Diễn viên
- Hans-Dieter Knaup... Paul Naumann
- Vyacheslav Safonov... Hauptmann Leonov
- Vsevolod Sanayev... Trung sĩ Koslov
- Annekathrin Bürger... Katrin Beier
- Yevgenya Kozyreva... Nikitina
- Marga Legal... Luise Rank
- Wilhelm Koch-Hooge... Erich Braun
- Mikhail Mayorov... Viên tướng
- Nikolai Sergeyev... Shagin
- Erich Franz... Vater Baum
- Oleg Golubitsky... Phụ tá sĩ quan
- Jochen Bley
- Andrey Demyanov... Alyosha
- Nikolai Smorchkov... Binh nhì Tkachenko
- Gennady Yukhtin... Binh nhì Strokov
- Nikolai Pogodin... Binh nhì Rudakov
- Pyotr Lyubeshkin... Binh nhì Terentyev
- Wladimir Pizek... Binh nhì Galkin
- Raimund Schelcher... Bauer
- Heinz Thiel... Thiếu tá SS
- Ruth Kommerell... Gertrud Fischer
- Monika Lennartz... Sonia Fischer
- Heinz-Dieter Knaup
- Barbara Dittus

## Ê-kíp
- Thiết kế sản xuất: Herbert Nitzschke, Aleksey Parkhomenko
- Phục trang: Nadezhda Buzina, Walter Schulze-Mittendorff